# 明石市立衣川中学校
明石市立衣川中学校（日语：明石市立衣川中学校）位于日本兵库县明石市南王子的公立中学校。简称「衣中」、「衣川中」。

## 沿革
1947年3月14日，明石市立衣川中学校长事务松村定雄着任。4月20日，明石市立衣川中学校长松村定雄着任。4月22日，明石市立衣川中学在明石国民学校内开校，分三个校区。9月26日，开校纪念式举行。
1948年11月4日，第2代校长山本武一着任。
1950年3月11日，新校舍2栋（18教室）竣工、校舍落成纪念式举行、王子分校废止。
1952年10月25日，开校5周年纪念式举行、校歌制定。
1957年4月15日，第3代校长井上市郎着任。10月22日，创立10周年纪念式举行、纪念志“10年史”刊行。
1959年4月8日，第4代校长横山信夫着任。
1966年3月20日，体育馆兼讲堂落成纪念式举行。
1967年4月7日，第5代校长福嶋正一着任。
1971年5月25日，衣川中学校振兴会开设。
1972年4月1日，第6代校长山田忠一着任。
1976年4月1日，第7代校长池内三郎着任。
1978年1月11日，创立30周年纪念式明石市民会馆举行、纪念志刊行。
1984年4月1日，第8代校长大桥良男昇格。
1986年4月1日，第9代校长万波荒治着任。
1989年4月1日，第10代校长小野元着任。
1990年3月31日，东校舍、来宾、生徒用玄关竣工。10月30日，校舍大规模改造工事第1期竣工（北校舍外装）。
1991年12月1日，校舍大规模改造工事第2期竣工（音乐室、美术室）。
1992年4月1日，第11代校长竹下乔着任。4月13日，衣川清流馆（武道馆）披露式。8月21日，水泳部全国大会出场。10月12日，校舍大规模改造工事第3期竣工（北校舍1阶改修）。
1994年4月1日，第12代校长加贺喜久雄昇格11月30日，校舍大规模改造工事第4期竣工（东校舍）。
1995年1月17日，AM5:46阪神・淡路大震灾发生（M.7.2）。
1996年4月1日，第13代校长青山诚一着任。11月16日，创立50周年纪念式举行、创立50周年记念志「衣川中学校50年的步履」刊行。
1998年8月21日，陆上部全国大会出场。11月2日，幼稚园之交流学习。
2000年2月1日，NIE研究授业。11月13日，芦屋市立精道中学校之TV会议。
2001年4月1日，第14代校长田渕洋三着任。
2003年2月28日，体育馆完成。4月1日，第15代校长原昭一着任。5月18日，体育馆竣工纪念式典。
2004年4月1日，第16代校长大西亥一郎着任。
2005年4月1日，第17代校长大北兼光着任。
2009年4月1日，第18代校长生田修司着任。

## 学区
衣川中学校
- 林小学校
- 大观小学校
- 王子小学校

### 校训
责任・创意・连带・自律

## 活动

### 运动部
- 陆上竞技　男女
- 软式野球　男
- 足球　男
- 垒球　女
- 软式网球　男女
- 排球　女
- 篮球　男女
- 手球　男
- 剑道　男女
- 柔道　男女
- 台球　男女
- 游泳　男女

### 文化部
- 吹奏乐　男女
- 艺术　男女

## 委员会活动
- HR委员会
- 文化委员会
- 保健体育委员会
- 生活委员会
- 图书学习委员会
- 美化委员会
- 放送委员会
- 选举管理委员会

## 关联项目
- 兵库县中学校一览